# Dissogenes
Dissogenes is een geslacht van zeesterren uit de familie Ophidiasteridae.				

## Soorten
- Dissogenes petersi Jangoux, 1981
- Dissogenes styracia Fisher, 1913